# Kim Seong-su
Kim Seong-su (김성수, ur. 11 października 1891 w Gochang, Korea, zm. 18 lutego 1955 w Seulu), południowokoreański działacz niepodległościowy, nauczyciel i polityk. Wiceprezydent Korei Południowej od 17 maja 1951 do 6 lipca 1952. Członek Demokratycznej Partii, założyciel Dong-a ilbo.